# 실험미술재단
실험미술재단(Experimental Art Foundation)은 1974년에 오스트레일리아 애들레이드에 설립된 예술 단체이다. 

## 역사
1972년 오스트레일리아 애들레이드에 있는 일군의 작가와 이론가들이 도널드 브룩을 중심으로 설립했다.'급진적인' 예술, '부수적으로만 미학적인' 예술에 대한 새로운 생각을 고취시키고, 시각예술에 창의적이며 실험적으로 접근할 수 있도록 분위기를 만들고자 만든 것이다. 초대 이사장은 도널드 브룩이 아일랜드에서 초청해 온 노엘 셰리단이 맡아서 5년간 초기 기반을 닦는 많은 일을 했다. 뒤에 AEAF(Australian Experimental Art Foundation)라고 이름이 바뀌었으나, 현재는 그와 관련해서 에이스 오픈(ACE Open)이라는 전시 공간 및 작업실만 남아 있고, 재단은 더 이상 존속하지 않는다. 아카이브가 에이스 오픈에 남아 있고, 설립 취지도 그대로 이어지고 있다. 에이스 오픈의 전시 프로그램은 현대 미술과 문화에서 논쟁이 되고 있는 것들과 사람들의 일반적인 생각을 확장시켜줄 새로운 작품들을 제시하는 데 치중하고 있다. 